# セルヒオ・エレーラ
セルヒオ・エレーラ・ピロン（Sergio Herrera Pirón, 1993年6月5日 - ）は、スペイン・カスティーリャ・イ・レオン州・ブルゴス県ミランダ・デ・エブロ出身のプロサッカー選手。プリメーラ・ディビシオン・CAオサスナ所属。ポジションはGK。

## 来歴
2007年にデポルティーボ・アラベスのカンテラに入団。2011-12シーズンにBチームに昇格。しかし、トップチームでは出番に恵まれず、2013-14シーズンはCDラウディオへのローン移籍も経験。
2015年7月2日、セグンダ・ディビシオンBのSDアモレビエタと契約。2015-16シーズンは3部リーグで31試合でゴールを死守。翌2016年6月22日にSDウエスカと3年契約を締結。2016-17シーズンは2部リーグで43試合でゴールを守り6位躍進の原動力となった。チームは昇格プレーオフに進出したものの、1回戦でヘタフェCFに敗れた。
2017年7月12日、CAオサスナと4年契約を締結。2017-18シーズンは2部リーグで40試合に出場。しかし、翌2018-19シーズンは、チームは2位に入りラ・リーガ復帰を果たしたものの、エレーラ自身は膝の負傷で4試合の出場にとどまった。